# Anelaphus pumilus
Anelaphus pumilus är en skalbaggsart som först beskrevs av Newman 1840.  Anelaphus pumilus ingår i släktet Anelaphus och familjen långhorningar. Inga underarter finns listade i Catalogue of Life.